# Cheops
|                |     |    |     |
| \| \| \| \| \| |     |    |     |
|                |     |    |     |
| Aa1            | G43 | I9 | G43 |

| Aa1 | G43 | I9 | G43 |

|                |     |    |     |
| \| \| \| \| \| |     |    |     |
|                |     |    |     |
| Aa1            | G43 | I9 | G43 |

| Aa1 | G43 | I9 | G43 |

|                |     |    |     |
| \| \| \| \| \| |     |    |     |
|                |     |    |     |
| Aa1            | G43 | I9 | G43 |

| Aa1 | G43 | I9 | G43 |

|                |     |    |     |
| \| \| \| \| \| |     |    |     |
|                |     |    |     |
| Aa1            | G43 | I9 | G43 |

| Aa1 | G43 | I9 | G43 |

Cheops (z gr.) – władca starożytnego Egiptu IV dynastii z okresu Starego Państwa. Imię "Cheops" to spopularyzowana przez Herodota, grecka forma egipskiego imienia Chu-fu, skrótu od Chnum-chuefui (z egip. Chnum mnie chroni).

## Lata panowania
- 2604-2581 p.n.e. (Kwiatkowski)
- 2551-2528 p.n.e. (Tiradritti, De Luca)
- 2620-2580 p.n.e. (Schneider)

Maneton podaje 63 lata rządów, z kolei Herodot przyznaje mu 56 lat, przyjmuje się jednak najczęściej, że panował 23 lata, jak podawał Kanon Turyński. Biorąc jednak pod uwagę zakres prac budowlanych, niektórzy egiptolodzy przypuszczają, że mógł rządzić 25–35 lat. Prawdopodobna jest również teza, że Kanon Turyński zawierał niższy stopień datowania, w rzeczywistości chodziło bowiem nie o lata panowania, tylko o spisy ludności, które odbywały się co 2 lata, co dawałoby w sumie 46 lat panowania (Stadelmann).

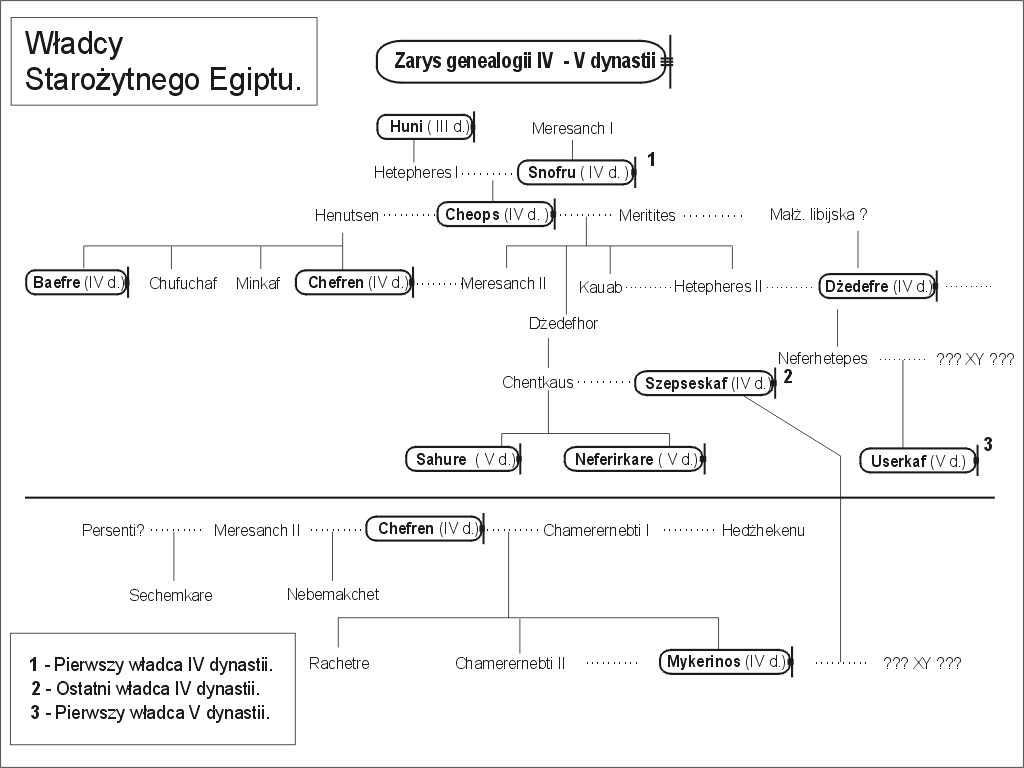
Zarys genealogii IV i V dynastii

## Rodzina Cheopsa
Był synem poprzedniego władcy Snofru i królowej Hetepheres I, jego bracia przyrodni to:
- Nefermaat
- Rahotep
- Anchhaf – przez niektórych (Stadelmann) uważany za syna Cheopsa

a siostry przyrodnie to:
- Nefretkau
- Hetepheres

Obecnie znane imiona żon monarchy:
- Meritites – matka czworga dzieci Cheopsa
- Henutsen
- Nefertkau

Cheops był ojcem wielu dzieci. Oto imiona niektórych z nich:
- Kawab (syn) – następca tronu, umarł pod koniec panowania Cheopsa
- Dżedefre (syn) – bezpośredni następca ojca
- Baure (syn) – jeden z następców
- Meresanch II (córka) – żona Baure
- Hetepheres II (córka) – żona Kawaba, a po jego śmierci żona Dżedefre
- Dżedefmin (syn)
- Dżedefhor (syn) – jeden z następców
- Duenhor (syn)
- Chefren (syn) – jeden z następców
- Chamerernebti I (córka) – żona Chefrena
- Chafmin (syn)

## Działalność
W zasadzie niewiele wiemy o jego panowaniu i osobie. Był władcą zjednoczonego Górnego i Dolnego Egiptu, co wiemy ze śladów w postaci m.in. wykutych w kamieniu jego imion w kartuszach, jakie pozostały z czasów jego panowania na tych terenach: w Bubastis (Dolny Egipt), Denderze i Koptos (Górny Egipt), a także innych pamiątek: z Hierakonpolis, Tanis i Tidy koło Buto. Podejmował liczne kampanie wojenne, m.in. przeciw pustynnym Beduinom, a także eksploatował złoża turkusów i miedzi na Synaju, co wiemy również z kartusza z jego imieniem tamże znalezionym. Największym i najsłynniejszym jednak zabytkiem związanym z imieniem Cheopsa, które go unieśmiertelniło w oczach potomnych, stała się piramida jego imienia.
Przypisuje mu się wybudowanie świątyni bogini Hathor w Denderze. W zachodniej krypcie zachowała się inskrypcja głosząca iż plan świątyni powstał w czasach Cheopsa. W inskrypcji pojawiają się też imiona Pepi I i Totmesa III. Jedni uważają tę inskrypcję za wytwór literacki mający przesunąć w głąb dziejów jej powstanie, inni napis traktują jako odzwierciedlenie rzeczywistego wydarzenia.
Lebiediev uważa, że panowanie Cheopsa było punktem szczytowym w aktywności gospodarczej poza doliną Nilu faraonów Starego Państwa. Za jego panowania bowiem eksploatowano złoża diorytu w kamieniołomach Ham na północny zachód od Toszke, gnejsu w Gebel el-Asr, trawertynu w Hatnub. Był też ostatnim władcą IV dynastii, który zostawił inskrypcję na Synaju, w Wadi Maghara. Za jego panowania funkcjonował, na wybrzeżu Morza Czerwonego port w Wadi el-Jarf, z którego wyprawiały się egipskie ekspedycje do południowego Synaju. Siekierę drwala datowaną na jego panowanie znaleziono, w korycie rzeki Nahr Ibrim w Libanie na południe od Byblos, co poświadczałoby daleki geograficznie zasięg stosunków handlowych. W samym Byblos znaleziono też fragmenty naczyń alabastrowych z jego imieniem. Innym przykładem dalekosiężnego handlu jest informacja umieszczona w Rocznikach królewskich o lapislazuli.
Panowanie Chufu zdaniem José Miguel Parra Ortiz to czasy największego wzrostu wydajności administracji państwa, której nigdy później nie osiągnięto. Zdaniem Jürgena von Beckeratha to punkt kulminacyjny w rozwoju państwowej religii skoncentrowanej na kulcie zmarłego. Podobnie uważa Wolfgang Helck, twierdząc, że jego rządy stanowiły punkt szczytowy „boskiego królestwa”, bo jak podkreśla Rolf Gundlach, Cheopsa uważano za słonecznego boga na ziemi. Zachowała się stela bazaltowa z jego imieniem.
Jest pierwszym faraonem utrwalonym inskrypcją na terenie kamieniołomu. Z czasów jego panowania pochodzą dwie inskrypcje.

## Piramida Cheopsa

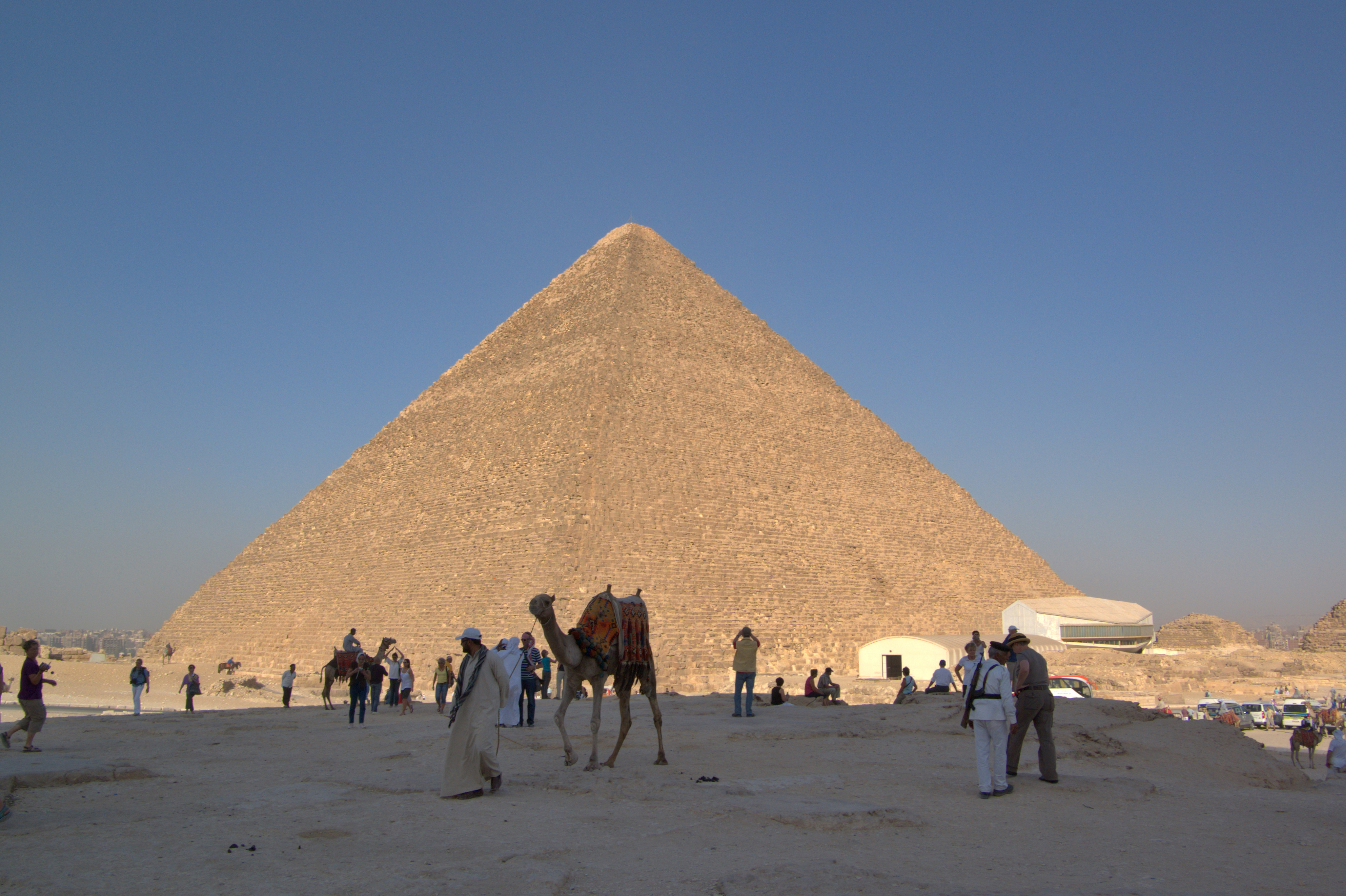
Piramida Cheopsa

Cheops jest chyba najbardziej znaną postacią starożytnego Egiptu, a to za sprawą największej z piramid, którą uważa się powszechnie za jego dzieło. Na Cheopsa, jako budowniczego tzw. Wielkiej Piramidy w Gizie, wskazywali już klasyczni autorzy antyczni: wspomniany wyżej Herodot z Halikarnasu, Diodor Sycylijski i Maneton z Sebennytos, a także kronikarze arabscy. Dopiero jednak w 1837 odkryto w tej piramidzie kartusz Chefrena.
Tymczasem nawet nie jest do końca pewne, czy w ogóle Cheopsa pochowano w piramidzie, chociaż większość uczonych uważa, że piramida była jego grobowcem, tylko ciało zostało później albo przeniesione, albo wykradzione bądź zniszczone, gdyż piramida była wielokrotnie plądrowana już w czasach starożytnego Egiptu, i to nawet w okresie Starego Państwa.
Z czasów Cheopsa pochodzą najstarsze zapisane papirusy. Te zostały odkryte przez francuską misję w porcie Wadi-el-Garf. Zawierają one dzienniki robotników odpowiedzialnych za transport bloków, wykorzystywanych przy budowie piramidy.

## Trudności w ocenie rządów Cheopsa
Herodot z Halikarnasu przekazał niezbyt pochlebną opinię na temat tego władcy Egiptu, zarzucając mu hulaszczy tryb życia, prześladowanie religii i doprowadzenie kraju i jego ludu do wielkiej nędzy, a na poparcie swych słów przywołuje opowieści zasłyszane w Egipcie podczas swej podróży. Trudno jest zweryfikować opinie Herodota, należy jednak pamiętać, że nie wiadomo, kto był źródłem jego informacji lub skąd je czerpał, a także, że sformułował je ok. 2000 lat po Cheopsie i dlatego należy do nich podchodzić z dużą rezerwą.
Jeszcze do niedawna, idąc za opisem Herodota, przypisywano Cheopsowi fakt zaspokojenia własnej pośmiertnej chwały kosztem pracy ogromnych rzesz niewolników i chłopów egipskich przy wznoszeniu swojego grobowca. Najnowsze odkrycia archeologiczne (m.in. odkrycie niedaleko piramid wielkiego osiedla robotniczego nie wykazującego charakteru osady niewolników) i badania nad starożytnym Egiptem skłaniają egiptologów do teorii, że budowa piramid mogła być zbawienna dla chłopów w okresie wylewu Nilu, gdy niemożliwa była praca na polach, dawała bowiem chłopom zatrudnienie, a co za tym idzie, utrzymanie w trudnym dla nich okresie. Byłoby to więc coś w rodzaju robót publicznych na bardzo dużą skalę.
Należy także zwrócić uwagę na aspekt religijny całego przedsięwzięcia. Społeczeństwo starożytnego Egiptu miało specyficzną mentalność, zasadniczo różną nawet od społeczeństw antycznych doby klasycznej, czyli Greków i Rzymian, którzy na próżno próbowali zgłębić motywy postępowania Egipcjan przed tysiącami lat. Być może, jak wskazują niektórzy badacze, budowa piramidy dla swojego władcy była gwarantem ich życia pośmiertnego, jako dalszego ciągu wiecznej służby na jego rzecz w zaświatach, co z kolei mogło mieć zasadniczy wpływ na motywację i chęć do udziału w religijnym w zasadzie przedsięwzięciu.
Poza tym opinia Herodota, że w wyniku budowy piramidy kraj popadł w nędzę, nie do końca współgra z faktem, że już jego następcy budowali niewiele ustępujące piramidzie Cheopsa budowle (piramida Chefrena), co raczej trudno byłoby sobie wyobrazić w przypadku kraju do cna wycieńczonego ogromnym wysiłkiem.

## W oczach starożytnych
Cheops był znaną postacią przez cały okres starożytnego Egiptu. Mówiono o nim nawet 1000 lat po jego śmierci, w okresie Nowego Państwa, podczas panowania XVIII dynastii, jak wynika z Papirusu Westcar pochodzącego właśnie z tych czasów, ale będącego na pewno odpisem wcześniejszych przekazów (obecnie w zbiorach Muzeum Egipskiego w Berlinie). Otóż w papirusie tym Cheops jest bohaterem opowiadania zatytułowanego: Czary na dworze Cheopsa, gdzie czarownik o imieniu Dżedi przepowiada dalsze losy dynastii. Pośmiertny kult Cheopsa trwał jeszcze w czasach saickich (XXVI dynastia), w czasach rzymskich Cheops uznawany był za egipskiego prawładcę.

## Wizerunek
Do czasów współczesnych przetrwał tylko jeden wizerunek faraona. Jest nim mająca 7,5 centymetrów figurka. Jednocześnie jest ona najmniejszym odkrytym wizerunkiem przedstawiającym jakiegokolwiek starożytnego, egipskiego władcę.